# Ernest Volwiler
Ernest Henry Volwiler (Hamilton, 22 de agosto de 1893 — Lake Forest, 3 de outubro de 1992) foi um químico estadunidense.
Trabalhou no Abbott Laboratories, iniciando como químico, até tornar-se diretor executivo.